# Agustín Durán (cyclisme)
Pour les articles homonymes, voir Duran.
Agustín Durán, né le 3 juin 2000, est un coureur cycliste argentin.

## Biographie
Agustín Durán grandit à Chilecito, une localité située dans la province de La Rioja. Issu d'une famille de sportifs, il pratique le cyclisme depuis son plus jeune âge. Il participe à ses compétitions en 2010, alors qu'il est âgé de dix ans. Rapidement, il se fait remarquer en étant l'un des meilleurs vététistes argentins,.
En 2017, il est sacré champion d'Argentine de cross-country juniors. L'année suivante, il remporte le titre national dans le cross-country eliminator chez les élites. Il devient par ailleurs vice-champion panaméricain junior. Grâce à ses bonnes performances, il représente son pays aux Jeux olympiques de la jeunesse, disputés à Buenos Aires.
En 2021, il se classe cinquième du championnat panaméricain de cross-country marathon. Il termine aussi troisième du championnat d'Argentine sur route espoirs. Lors de la saison 2022, il participe aux championnats du monde de VTT au val di Sole. Il devient également champion d'Argentine de cross-country olympique parmi les espoirs.

## Palmarès sur route
- 2021
  - 3e du championnat d'Argentine sur route espoirs
- 2024
  - Gran Premi Ripoll
  - 2e du Tour de Mendoza
- 2025
  - 3e du championnat d'Argentine du contre-la-montre

## Palmarès en VTT

### Championnats panaméricains
- Paipa 2017
  -  Médaillé d'argent du relais mixte
- Risaralda 2018
  -  Médaillé d'argent du cross-country juniors

### Championnats d'Amérique du Sud
- Chilecito 2022
  -  Médaillé d'argent du cross-country
- Encarnación 2023
  -  Médaillé d'or du cross-country short track

### Championnats d'Argentine
| - 2017 - Champion d'Argentine de cross-country juniors - 2018 - Champion d'Argentine de cross-country eliminator - 2e du cross-country juniors - 2019 - 3e du cross-country eliminator - 2021 - 3e du cross-country short track - 2022 - Champion d'Argentine de cross-country espoirs - 2e du cross-country eliminator - 3e du cross-country short track | - 2024 - 2e du cross-country - 2025 - 2e du cross-country marathon - 3e du cross-country - 3e du cross-country short track |  |